# 燕帖木儿
燕帖木儿（1285年—1333年），又作燕铁木儿或雅克特穆爾，元朝时期钦察人，是土土哈孙，床兀儿的儿子。历任同知宣徽院事、左卫亲军都指挥使、佥书枢密院事。因拥立元文宗有功，被任命为中书右丞相、知枢密院事，封太平王，把持朝政。

## 生平
元成宗時期，擔任當時鎮守朔方的太子海山（元武宗）侍卫十餘年，極受寵愛。海山即帝位後，官拜正奉大夫、同知宣徽院事。皇慶元年，袭左卫亲军都指挥使。泰定二年，再加太仆卿。翌年遷任同佥枢密院事。致和元年，再任為佥书枢密院事。
元泰定帝死后，丞相倒剌沙專權，宗室諸王例如遼王脫脫、梁王王禪相繼依附，並支持擁立泰定帝太子（元天順帝）繼位，改元天順。燕帖木兒當時握有大都護衛大權，認為自己受到武宗恩寵提拔，理應立武宗長子為帝。便在大都发动政变，拥立元文宗，文宗任命他为中书右丞相、知枢密院事，封太平王。後元明宗即位，但不久之後暴卒，有一說是被他毒杀，又歷經元文宗、元宁宗相继死去，他为了把持朝政，阻碍元顺帝即位。之後燕帖木儿的女儿答纳失里成为元顺帝的皇后。
1333年五月，燕帖木儿因荒淫过度去世，享年48岁。六月，元順帝在上都登基称帝，燕帖木儿被追赠太师、公忠开济弘谟同德协运佐命功臣、开府仪同三司、太师、中书右丞相、上柱国的官位，追封德王，谥忠武。
其弟撒敦被任命为中书左丞相，其子唐其势被任命为御史大夫。撒敦死后，唐其势成为中书左丞相。唐其势因不满右丞相伯颜受元顺帝的重用而谋反，与其弟塔剌海一同被杀，答纳失里也旋即被废去皇后之位。

## 軼事
先是，燕铁木兒自秉大权以来，挟震主之威，肆意无忌。一宴或宰十三马，取泰定帝后为夫人，前后尚宗室之女四十人，或有交礼三日遽遣归者，而后房充斥不能尽识。一日宴赵世延家，男女列坐，名鸳鸯会。见座隅一妇色甚丽，问曰：“此为谁？”意欲与俱归。左右曰：“此太师家人也。”至是荒淫日甚，体羸溺血而薨。

## 相關影視作品

### 電視劇
| 年份 | 電視台 | 劇名   | 演員   | 剧中姓名 | 劇中稱謂 |
| 2013 | MBC    | 奇皇后 | 全國煥 | 燕帖木儿 | 燕帖     |

## 延伸阅读
[在维基数据编辑]
 《元史·卷138》，出自宋濂《元史》
 《新元史/卷179》，出自柯劭忞《新元史》